# Alicja Boncol
Alicja Boncol (ur. 15 czerwca 1970 w Gubinie) – polska wokalistka country, wielokrotna zdobywczyni tytułu „Wokalistki Country” w plebiscycie tygodnika „Dyliżans”.
Wykonuje utwory m.in. takich kompozytorów jak: Krzysztof Cezary Buszman, Tomasz Jarmołkiewicz, Bożena Smolnicka, bracia Gabłońscy, Krzysztof Cedro, Lonstar, Wojciech Cejrowski.

## Życiorys artystyczny
Zadebiutowała w 1994 w przesłuchaniu konkursu Chcę być gwiazdą pod patronatem Polskiego Radia Oddział Katowice (program Marka Mierzwiaka i Janusza Wegiery). Po awansie do finałów, nawiązała współpracę z zespołem Tamers trwającą kilka miesięcy. Następnie nawiązała współpracę z zespołem Fair Play, gdzie poznała Katarzynę Szubartowską (zastąpioną później przez Katarzynę Kamińską) i Sonię Drzymałę, z którymi wystąpiła w Przepustce do Mrągowa w 1995 a w 1996 na scenie amfiteatru nad Czosem.
Z zespołem Fair Play, a od 2001 z własną grupą KoAlicja (Koalicja), nieprzerwanie gościła na Międzynarodowym Festiwalu Muzyki Country w Mrągowie, występując z takimi wykonawcami, jak Michał Lonstar, Tomasz Szwed, Ryszard Wolbach, Zbigniew Hofman. Brała udział w Piknikach Country, Konwojach Country, gdzie miała okazję występować z amerykańskimi i polskimi muzykami (Gail Davies, Michał Milowicz, Witold Paszt, Ørganek).
Odbyła trasy koncertowe na Litwie (na Visagino Country dwukrotnie reprezentowała Polskę – 1997, 2003), występowała na scenach festiwalowych Czech i Słowacji, w Norwegii, Niemczech, Danii oraz we Francji. Współpracowała ze stacjami radiowymi i telewizyjnymi (Polskie Radio 1, Radio Katowice, Radio BIS, TVP, WOT, TV Polonia, Polsat). W TVP Katowice występowała często na zaproszenie Izoldy Czmok – gospodyni programu "Dej pozór". Nagrywała dżingle dla Radia Zet oraz Radia Kolor.
W 1999 wygrała edycję programu TVN Zostań gwiazdą śpiewając utwór Cher Believe. Realizowała też teledyski dla TVP i TV Polonia. Koncertuje jako Alicja Boncol & KoAlicja. Podczas 35. Pikniku Country w Mrągowie, na ścianie sław amfiteatru pojawił się jej autograf w towarzystwie takich gwiazd jak Rosanne Cash, Tomasz Szwed, Cezary Makiewicz, Lonstar czy Korneliusz Pacuda. W 2023 świętowała w amfiteatrze miejskim w Siemianowicach Śląskich 30-lecie pracy twórczej. Za ponad trzydziestoletnią działalność estradową i wierność swojemu stylowi, podczas 28. gali wręczeniowej nagród "Hanys", w 2024 otrzymała prestiżową nagrodę "Hanysy 2024".

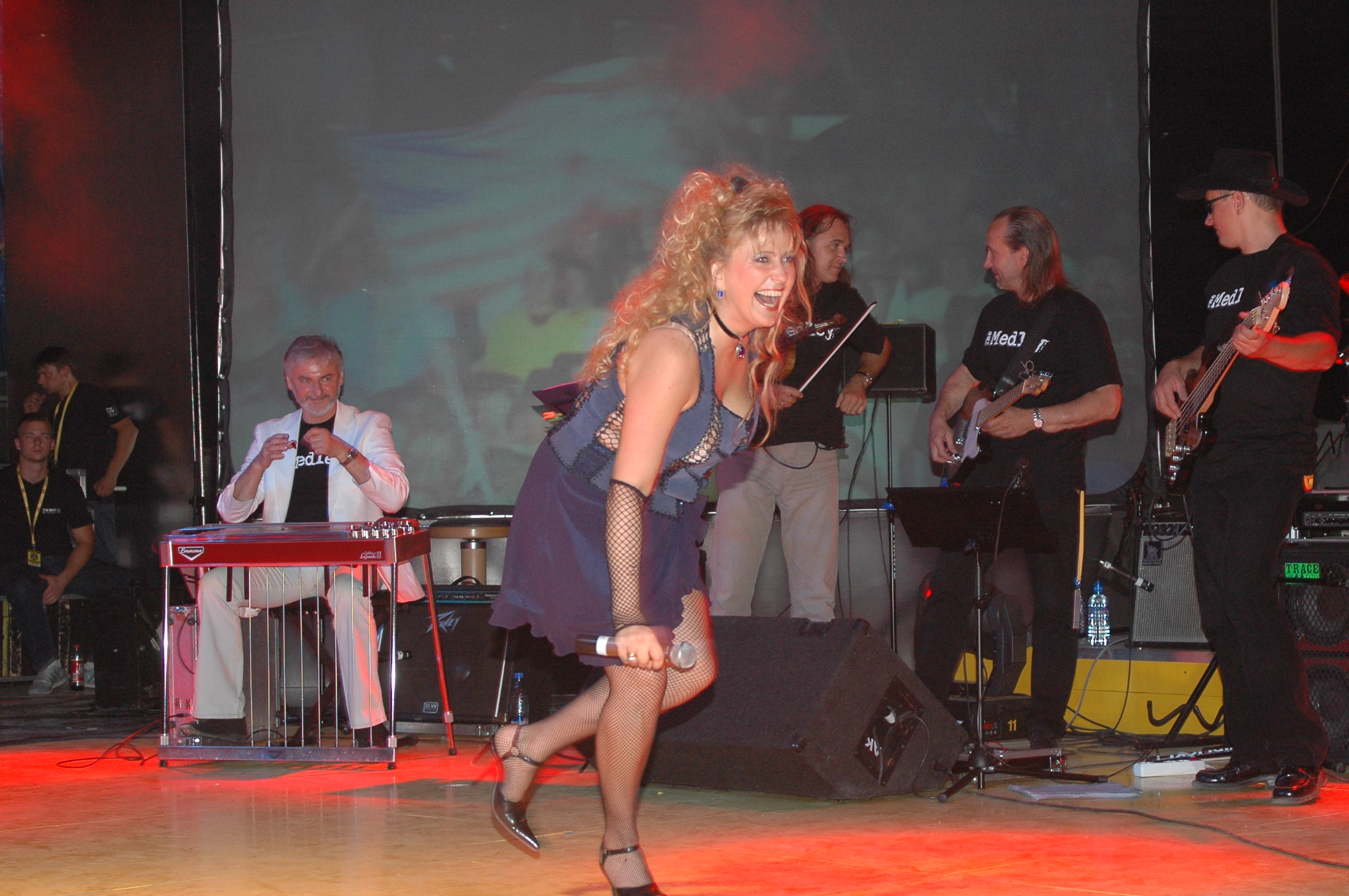
Alicja Boncol: Piknik Country Mrągowo 2006 (z lewej: Leszek Laskowski – pedal steel guitar)

## Nagrody
- Wokalistka Roku (1998, 1999, 2000, 2003, 2004, 2005, 2008, 2009, 2010, 2011, 2012, 2013, 2014, 2015, 2016, 2019)[1][20] – Dyliżanse w plebiscycie organizowanym przez tygodnik Dyliżans[9];
- Wokalistka Roku (1999, 2000, 2001, 2002) – plebiscyt Giganci Country, organizowany przez pismo Nowy Country Osobowy[21][1];
- Najlepsze wykonanie piosenki: Nie chcę być aniołem(1998), Zabieraj łapy z mojego tyłka (2003), Drinka mógłby wypić świat (2005) – plebiscyt tygodnika Dyliżans[1][20];
- Najlepsze wykonanie standardu: I Wanna Be A Cowboy’s Sweetheart (1998), Daddy Can You See Me? (2001)[1][20];
- Najlepsza piosenka: Nie chcę być aniołem (1998)[1][20];
- Nagroda za współpracę wokalną w audycji Nocny pociąg do Memphis, wraz z Sonią Lelek-Drzymała i Kasią Szubartowską (2002)[1][20];
- Nagroda za współpracę wokalną z Gail Davies – Lovesick Blues (2003)[20];
- Statuetka Złoty Truck w plebiscycie zorganizowanym przez Polski Traker za najlepszą piosenkę w 2000 roku – Mam kilometrów paranoję (2001)[1];
- Drugie miejsce w konkursie na Nową Piosenkę Country organizowanym w Mrągowie z utworem No love without trust (2012)[1]
- Umieszczenie autografu na ścianie sław w amfiteatrze w Mrągowie (2016)[16];
- Nagroda za Wykonanie Roku oraz Piosenkę Roku Angels’ Face (2016)[1][20];
- Wyróżnienie na Festiwalu Piosenki Francuskiej o Grand Prix Edith (2016)[10];
- Pierwsze miejsce w konkursie Piosenka drogi za utwór Jeden gest (2018)[1].
- Nagroda Hanysy 2024 za ponad trzydziestoletnią działalność estradową i wierność swojemu stylowi (2024)[18].

## Dyskografia

### Albumy
- Chwila (CD, Studio61, 2023)[22];
- Po tamtej stronie lustra (CD, Music Sport Promotion, 2012)[23];
- Ale Ala (CD, BBZ, 2005)[23];
- Big Power Kick (CD, BBZ, 2018)[24].

### Kompilacje
- New Country Roads (Zyx/cr, 2003)[23];
- Country s’top No.1 '96 – z Fair Play (SMLCD 101, 1996);
- Country powodzianom – z Fair Play (Olsztyn CHAMC 0001 MC, 1997);
- Polskie Trucker Country z Fair Play (Wyd. BBZ, Kraków, CD 1 i CD 2, 1998);
- Scena Country – z Fair Play (VOL.I” ProDance PRO-017, 1998);
- Scena Country 1 – z Fair Play – płyta jako dodatek do miesięcznika "Scena Country" nr 1 Selles, SELL 0118;
- Scena Country 2 – z Fair Play – płyta jako dodatek do miesięcznika "Scena Country" nr 2 Selles, SELL 01;
- 2 Good 4 Opole (SELLES 1999 r., SELL 0136, 1999);
- Polskie Trucker Country Vol.5 – z Fair Play (Wyd. BBZ, 1999);
- Na dobrą drogę 1 (2000);
- Piosenki Radia Kierowców – (Polskie Radio S.A., 2001);
- Na dobrą drogę 4 (2003);
- Zapamiętaj mój numer telefonu – gościnnie u Mariusza i z Mariuszem Kalagą w duecie „On pije tequilę” (2006).

## Teledyski
- "Twój zygor wancki ciśnie", muz. Adam Kłos, Marcin Manio Papior, sł. Izabela Kopiec;
- "Big Power Kick", muz. Adam Kłos, sł. Tomasz "Teacher" Jarmołkiewicz;
- "Angel’s Face", muz. Adam Kłos, sł. Tomasz "Teacher" Jarmołkiewicz;
- "No Love Without Trust", muz. Adam Kłos, sł. Tomasz "Teacher" Jarmołkiewicz.